# Parafia św. Michała Archanioła w Ciosańcu
Parafia św. Michała Archanioła w Ciosańcu – parafia rzymskokatolicka, terytorialnie i administracyjnie należąca do diecezji zielonogórsko-gorzowskiej, do dekanatu Sława, erygowana w 1789 roku. W parafii posługują księża diecezjalni.